# Єнбекшидіхан
Єнбекшидіха́н (каз. Еңбекшідихан) — село у складі Сауранського району Туркестанської області Казахстану. Входить до складу Урангайського сільського округ.
Населення — 2401 особа (2021; 1859 у 2009, 1534 у 1999, 1091 у 1989).